# Aubrieta deltoidea
Aubriète deltoïde
Espèce
L'Aubriète deltoïde (Aubrieta deltoidea) est une espèce de plantes à fleurs de la famille des Brassicacées.